# Piper cumanense
Piper cumanense är en pepparväxtart som beskrevs av Carl Sigismund Kunth. Piper cumanense ingår i släktet Piper och familjen pepparväxter. Inga underarter finns listade i Catalogue of Life.